# Erica lutea
Erica lutea är en ljungväxtart som beskrevs av Berg. Erica lutea ingår i släktet klockljungssläktet, och familjen ljungväxter. Inga underarter finns listade i Catalogue of Life.

## Bildgalleri

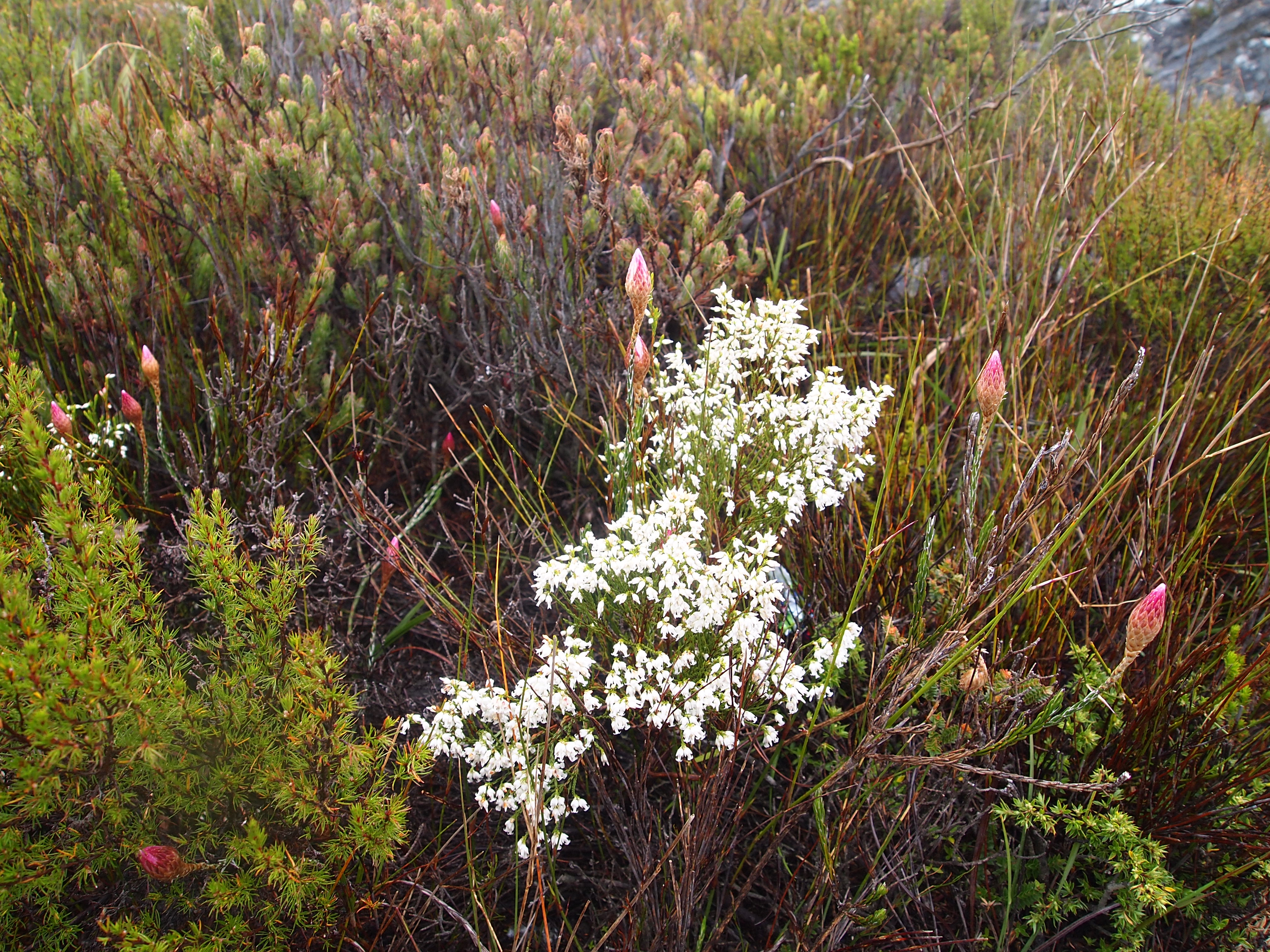
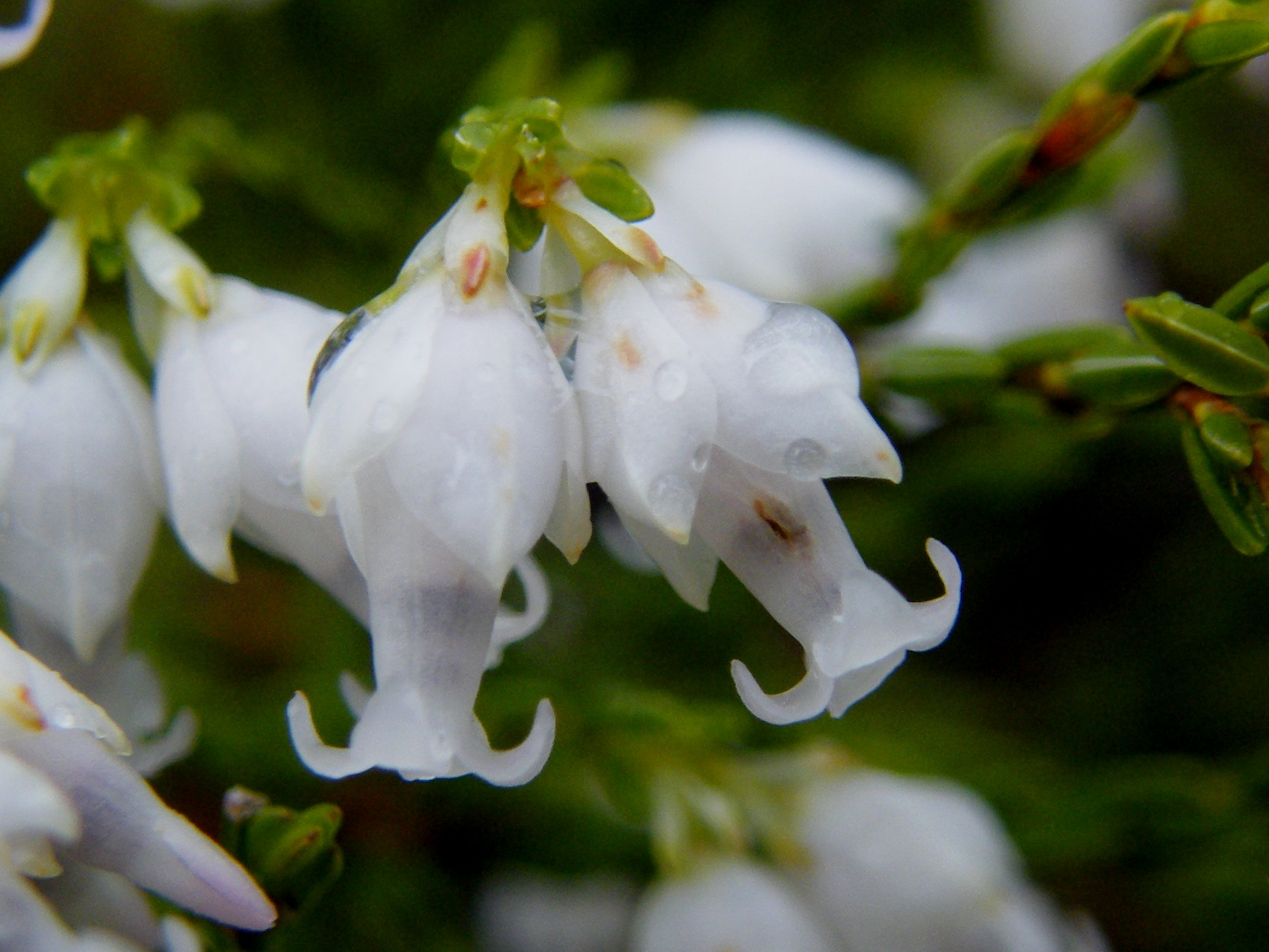